# 罗莎·加西亚
罗莎·加西亚（西班牙語：Rosa García，1964年5月21日—），秘鲁女子排球运动员。她曾代表秘鲁参加1984年、1988年和2000年夏季奥林匹克运动会排球比赛，其中1988年奥运会获得一枚银牌。